# Macierz (powieść)
Macierz – powieść naturalistyczna Marii Rodziewiczówny, wydana w 1903 roku. 
Utwór przedstawia losy Pokotynki (Magdy), która z biegiem czasu, staje się napiętnowaną społecznie kobietą lekkich obyczajów. Pokotynkę z nędzy położenia, ratuje przypadkowo nadleśny Wiktor Szczepański, co w konsekwencji prowadzi do wielu przemian w ich życiu.